# Ольденбург (баскетбольный клуб)
«Ольденбург» (нем. EWE Baskets Oldenburg) — немецкий баскетбольный клуб из одноимённого города.

## О клубе

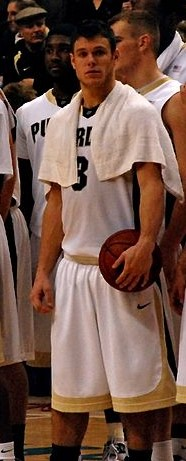
Крис Крамер выступал за клуб в 2012—2017 годах

Баскетбольная команда из Ольденбурга была образована в 1954 году, была частью спортивного клуба «Ольденбургер» (нем. Oldenburger TB). В 2001 году была создана новая команда на базе «Ольденбургера», которая стала называться EWE Baskets Oldenburg. «Ольденбургер» теперь является молодёжной командой основного клуба.
С 2000 года постоянно играет в первой немецкой Бундеслиге. В сезоне 2008/09 «Ольденбург» под руководством Предрага Крунича достиг своего лучшего результата в истории — клуб выиграл чемпионат Германии. В финальной серии со счётом 3-2 был обыгран «Телеком Баскетс» из Бонна, при этом по ходу серии «Ольденбург» уступал 1-2, а последний матч выиграл со счётом 71-70. Джейсон Гарднер был признан самым ценным игроком сезона, а капитан команды Рики Полдинг — самым ценным игроком финала. Как чемпион Германии «Ольденбург» получил право играть в Евролиге в сезоне 2009/10. «Ольденбург» выступал в группе D. В первом матче немецкий клуб обыграл на выезде польскую «Гдыню», но затем проиграл 9 матчей подряд и занял последнее место в группе.
В сезоне 2012/13 «Ольденбург» дошёл до финала чемпионата Германии, но проиграл серию «Брозе» со счётом 0-3. Также в этом сезоне «Ольденбург» занял третье место в Кубке вызова, обыграв в матче за третье место французский «Гравлин-Дюнкерк». Джулиус Дженкинс набрал 22 очка этой игре.
В 2015 году клуб выиграл Кубок Германии, финал четырёх проходил на родной площадке «Ольденбурга». В полуфинале «Ольденбург» оказался сильнее клуба «Телеком Баскетс» (77-71), а в финале обыграл «Брозе Бамберг» (72-70).
В сезоне 2016/17 «Ольденбург» в полуфинале плей-офф сенсационно обыграл победителя регулярного сезона «Ульм» (30 побед и 2 поражения) со счётом 3-2 и вышел в финал, однако там вновь уступил «Брозе» со счётом 0-3. Лидер «Ольденбурга» Крис Крамер был включён в первую сборную сезона Бундеслиги как лучший разыгрывающий защитник.

## Титулы
- Чемпион Германии: 2008/09
  - Второе место в чемпионате Германии: 2012/13, 2016/17
- Кубок Германии: 2015
- Суперкубок Германии: 2009

## Сезоны
| Сезон   | Лига       | Уровень | Рег. Чемп. | Плей-офф      | Еврокубки               |
| ------- | ---------- | ------- | ---------- | ------------- | ----------------------- |
| 2012/13 | Бундеслига | 1       | 2          | Финалист      | 3-е место Еврочелленджа |
| 2013/14 | Бундеслига | 1       | 4          | Полуфинал     | Гр.этап Еврокубка       |
| 2014/15 | Бундеслига | 1       | 7          | Четвертьфинал | Гр.этап Еврокубка       |
| 2015/16 | Бундеслига | 1       | 2          | -             | 1/8 финала Еврокубка    |

## Известные игроки
- / Дъор Фишер (2006—2007)
- Дорон Перкинс (2006—2007)
- Дэн Макклинток (2007—2008)
- Джошуа Картер (2009—2010)
- Арон Бэйнс (2010—2011)
- Неманья Протич (2010—2011)
- Бобби Браун (2011—2012)
- Тивайн Макки (2014)